# Anja Luithle
Anja Luithle (* 31. Mai 1968 in Offenbach am Main) ist eine deutsche Künstlerin.

## Leben

### Jugend und Ausbildung
Luithle studierte von 1988 bis 1995 an der Staatlichen Akademie der bildenden Künste Stuttgart bei den Professoren Dieter Groß, Sotirios Michou und Joseph Kosuth. Sie schloss dort mit dem ersten Staatsexamen in Kunstpädagogik ab. 1990 war sie Gaststudentin an der Facultad de Bellas Artes der Universidad de Barcelona bei Joan Hernández Pijuan.

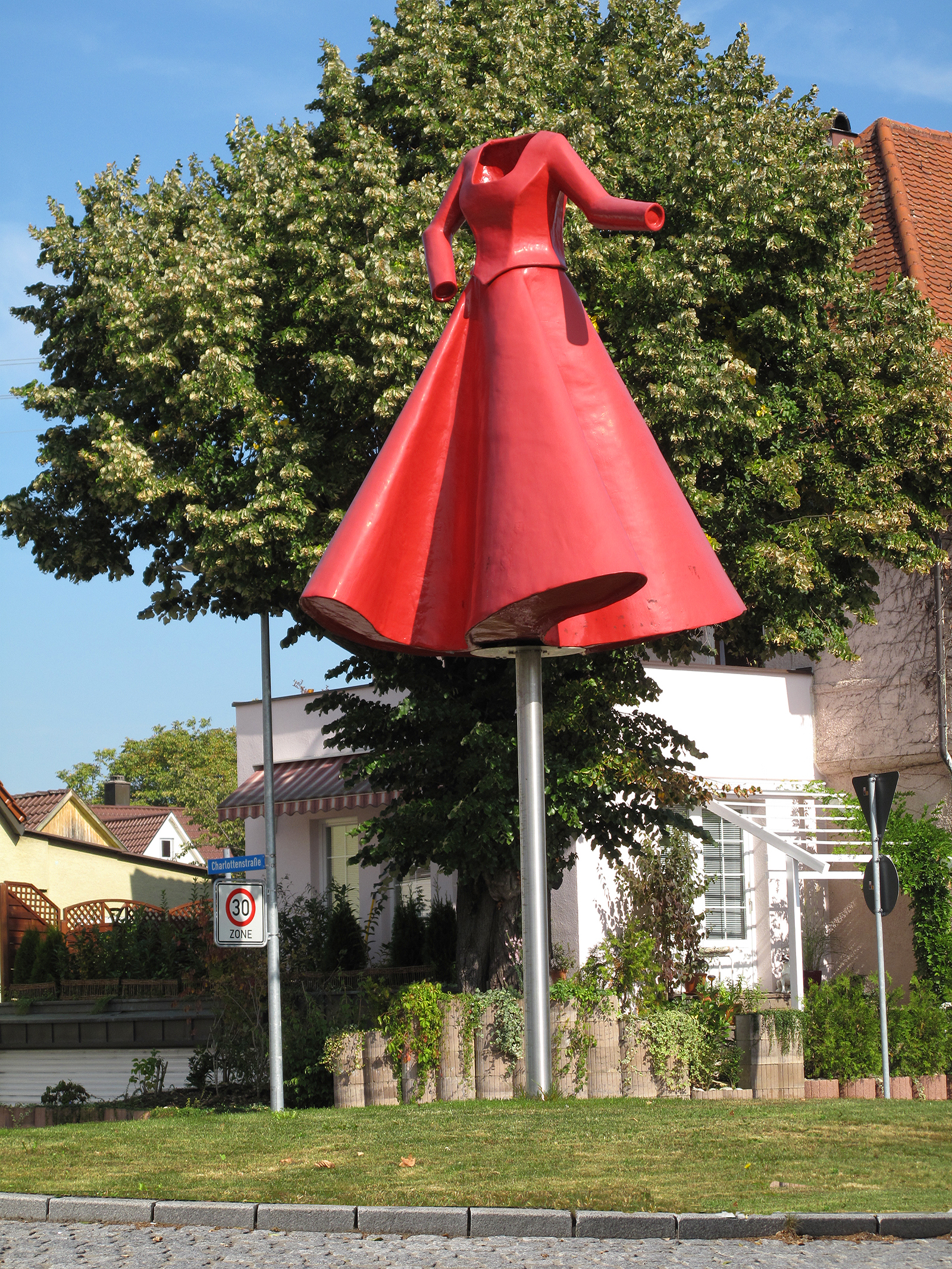
Die Wegweiserin, Eislingen

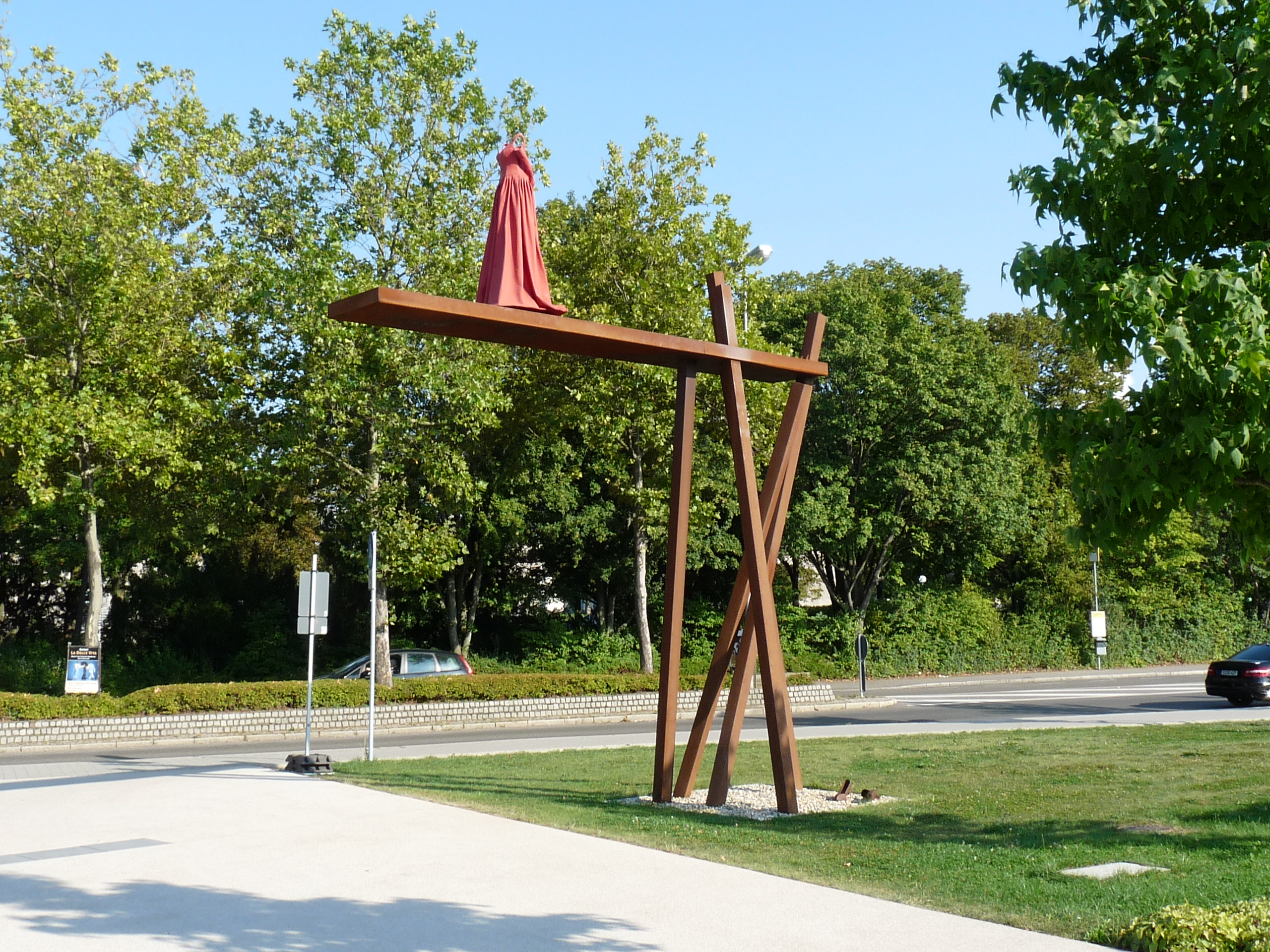
Die Springerin, Fellbach

### Künstlerische Entwicklung
Früh gelang es Luithle in Einzel- und Gruppenausstellungen an die Öffentlichkeit zu treten. Sie zeichnet und malt. Bekannt wurde sie jedoch durch ihre kinetischen Skulpturen, von denen einige im öffentlichen Raum dauerhaft ihren Platz gefunden haben. Meist sind es überlebensgroße Frauenkleider, denen der Körper abhandengekommen ist und die sich dennoch bewegen: wie etwa ein weißes Kleid, das über einen See schwebt (Ein Vielleicht auf der Welle, 2017), Röcke, die ein Händeklatschen zu einem Hüftschwung bewegt (Broadway, 2008), die Gratwanderin, die seit 2002 am First des Hauses der Geschichte Baden-Württemberg hin- und herwandelt. Auch bei kleineren Objekten hat Luithle Vergnügen daran, mit sich bewegenden Objekten Schocksituationen hervorzurufen: So fällt etwas das Ölgemälde China moves immer wieder 20 cm in die Tiefe, um anschließend wieder an den angestammten Platz gezogen zu werden.
Luithle möchte mit ihrer Kunst überraschen, Denkanstöße geben, neue Perspektiven ermöglichen, kommunizieren. Durch die mechanische Bewegung von Kleidern, Schuhen und Handtaschen soll der Betrachter emotional angesprochen werden. Häufig setzt Luithle die Farbe rot ein, mit der sie Erotik, Liebe, Schmerz, Passion verbindet, aber auch eine Signalwirkung hervorrufen möchte.
Ihre bewegten Kleider baut sie auf, indem sie zunächst das Stahlgerüst vorbereitet. Es wird ein Kleid aus Stoff darüber geworfen, mit Farbe getränkt und schließlich mit Epoxidharz versteift. Für die komplexe elektronische Steuerung arbeitet sie mit Hanns-Martin Wagner und seiner Firma zusammen, der eine zuverlässige nachhaltige Beweglichkeit gewährleisten kann.
Seit 2019 unterrichtet Anja Luithle an der Freien Kunstakademie Nürtingen. Sie lebt in Wendlingen am Neckar.

### Engagement
Luithle ist seit 2013 Mitglied im Künstlerbund Baden-Württemberg.

## Werke

### In öffentlichen Sammlungen
Anja Luithles Werke sind in folgenden öffentlichen Sammlungen vertreten: Artima der Mannheimer Versicherungen, Musée d'art moderne e contemporain de Saint-Etienne in Frankreich, Kunstsammlung der Stadt Ehingen, Städtische Museen Heilbronn, Städtische Galerie Bietigheim-Bissingen, Städtische Galerie Donzdorf, Stadt Hattingen (Essen), Galerie der Stadt Veszprém, Ungarn, Sammlung der Stadt Lodz, Polen, Sammlung der Stadt Fellbach, Kunsthalle Mannheim, Staatsgalerie Stuttgart, Kunsthalle Göppingen, Kunstsammlung der Stadt Nürtingen, Hörsaal Lehrerseminar Nürtingen, Stadt Essen, Borbeck, Kunstsammlung der Stadt Tuttlingen.

### Im öffentlichen Raum
- seit 2000: Worte und Schuhe für Ruit, Stadtbahnhaltestelle Stuttgart-Ruit (abgebaut)[9]
- seit 2002: Gratwanderin, Haus der Geschichte Baden-Württemberg[10]
- seit 2009: Die Wegweiserin, Eislingen an der Fils[11]
- seit 2012: Rote Dame für Borbeck, Borbecker Platz
- seit 2013: Die Springerin, vor dem Familienbad Fellbach[12]
- seit 2017: Ein Vielleicht auf der Welle (Schwimmende Figur), Stadt Ehingen[13]
- seit 2022: Die Kreisläuferin, Kunstmuseum Albstadt[14]
- seit 2023: Die Reisende, Bahnhof Wendlingen[15][16]

### Dauerausstellungen
Für Museen entwickelte Luithle einige spielerische Szenarien.
- seit 2004: Steiff Museum: Objekttheater in zwei Räumen
- seit 2010: Drei Grazien, Staatliches Textil- und Industriemuseum, Augsburg
- seit 2014: Huttornado, Deutsches Hutmuseum Lindenberg

## Ausstellungen (Auswahl)
Die Auswahl der aufgelisteten Ausstellungen ist nach dem Jahr der Ausstellung sortiert.

### Gruppenausstellungen
- 1997: Aspekte der Bildhauerei, Städtische Kunsthalle Mannheim
- 1998: Aufstehen, auferstehen, Hospitalhof Stuttgart
- 1998: Der andere Blick, Bischöfliches Dom- und Diözesanmuseum Trier
- 1999: Hautnah, Kulturzentrum bei den Minoriten, Graz
- 2001: Aller et retour, Galerie des Saarländischen Künstlerhauses, Saarbrücken
- 2001: Maschinentheater, Positionen figurativer Kinetik seit Tinguely, Städtische Museen Heilbronn und Kunstmuseum Kloster unser lieben Frauen Magdeburg
- 2001: Unter der Hand, Kunsthaus Erfurt
- 2002–2003: prêt-á-porter, Galerie Kunstraum in Essen und Galerie Art & Henle in Berlin
- 2004: Körperbilder – Projektionen, Shedhalle Tübingen
- 2006: Privat. Über die Sehnsucht nach Geborgenheit in der Kunst der Gegenwart, Städtische Galerie Ravensburg
- 2009: Körperbilder, Städtische Galerie im Kulturforum der Stadt Offenburg
- 2011: Heiter bis wolkig, Galerie 14-1, Stuttgart, zum 250-jährigen Jubiläum der Kunstakademie Stuttgart
- 2011: Stillleben, Kunsthalle Göppingen auf Schloss Filseck
- 2013: boys´n´girls – immer wieder anders, Staatliche Kunsthalle Karlsruhe
- 2014: Kunstraum Galerie Goltz an der Philharmonie Essen
- 2015: Traces of red on the white cloth, LaStellina ArteContemporanea, Rom, Italien
- 2017: Schweben Fliegen Fallen, Kloster Schussenried
- 2019: Blickwechsel: neue Frauenbilder, Galerie von Braunbehrens, Stuttgart[18]
- 2019, 2021: Il sangue delle donne, Soroptimist Club Teramo und Palazzo Fruscione, Salerno, Italien[19]
- 2019: MACRO – Museo d’Arte Contemporanea Roma, Italien
- 2019: Auditorium Vallisa, Bari, Italien
- 2020: Get dressed, Städtische Museen Paderborn
- 2020: BEX & ARTS, Triennale de sculpture contemporaine en plein air, Propriété de Szilassy, Schweiz
- 2020: Netzwerkerinnen der Moderne, Städtische Galerie Böblingen[20]
- 2021: Momentaner Standpunkt, Buergy de ruijter gallery, Neustadt/Weinstraße[21]
- 2022: Frauen im Blick, SAP-Trainingscenter, Walldorf
- 2022: Spielart, Schloss Achberg[22]

### Einzelausstellungen
- 1996: Städtische Galerie im Schloss Donzdorf
- 1998: Objekte, Städtische Museen Heilbronn, Studioausstellung
- 1998: Eye to eye, Galerie Jasim, Düsseldorf
- 1999: Städtische Kunstsammlungen Limburg a. d. Lahn
- 2002: kinetik.stoff.objekte, Kunsthaus Erfurt
- 2007: moving identities, Galerie der Stadt Essen, Schloss Borbeck
- 2008: blicke formen körper, Stadtmuseum Hattingen
- 2010: Cover me, Galerie Up Art Contemporary, Neustadt/Weinstraße
- 2011: Der Wolf hat rote Kreide gefressen, Städtische Galerie Bietigheim-Bissingen
- 2011: Der Kaffeetisch, Kunsthalle Göppingen
- 2014: Haus der Kunst, Veszprém, Ungarn
- 2014: Kiscelli Museum, Budapest, Ungarn
- 2015: Im Spiegel ist Sonntag, Up Art Contemporary Neustadt/Weinstraße
- 2016: Encore et toujours – Time and again, Museé d´art moderne et contemporain Saint-Étienne[23]
- 2016: Haus der Modernen Kunst, Staufen
- 2017: Linolschnitt heute, Museum Lyonel Feininger, Quedlinburg
- 2017: Innenfutter wenden, Städtische Galerie Fellbach
- 2017: Nahtlos, Galerie Karin Sachs, München
- 2017: Zwischenspiel, Städtische Galerie Ehingen
- 2018: dreimaldreimachthundertfünfundsiebzig, 175 Jahre Seminar Nürtingen
- 2018: Kopfkino, Kunstverein Paderborn
- 2019: Das Glück im Fall, Diözese Rottenburg-Stuttgart, Kloster Weingarten
- 2020: Tafelrunde, Kunstforum Weil der Stadt
- 2021: Notdürftige Kunst. Die Wertpapiere. Städtische Galerie Tuttlingen
- 2022: Daily exercises, Künstlerhaus Ulm
- 2022: summa summarum – die Wertpapiere. Neue Kunst Galerie Karlsruhe

## Auszeichnungen

### Stipendien
Luithle erhielt bisher eine Reihe von Stipendien.
- 1995: Stipendium der Kunststiftung Baden-Württemberg
- 1995–1997: Atelierförderung des Landes Baden-Württemberg
- 1996: DAAD Jahresstipendium für Wien
- 2001: Atelierstipendium des Landes Baden-Württemberg für Budapest
- 2010–2012: Atelierstipendium der Stadt Nürtingen, Atelierstipendium des Landes Baden-Württemberg
- 2021: Stipendium des Landes Baden-Württemberg für das Projekt „Tagesübungen“

### Preise
In Hinblick auf Preise war Luithle bisher nicht sehr erfolgreich. 2017 kam sie jedoch in die engere Wahl für sehr renommierte Preise.
- 1993: Otto-Rombach-Preis der Stadt Heilbronn
- 1993: Preis der Kunstakademie Stuttgart
- 2017: Nominierung für den Gabriele Münter Preis, Akademie der Künste Berlin[24]
- 2017: Nominierung für den Maria-Lassnig-Preis